# Dancing on the Couch
Dancing on the Couch — второй студийный альбом британской поп-группы Go West. Выпущен в июне 1987 года на лейбле Chrysalis Records.

## Список композиций
| №                   | Название                     | Автор(ы)            | Длительность |
| ------------------- | ---------------------------- | ------------------- | ------------ |
| 1.                  | «I Want to Hear It from You» | Кокс, Драмми        | 3:43         |
| 2.                  | «Little Caesar»              | Кокс, Драмми        | 4:28         |
| 3.                  | «Masque of Love»             | Кокс, Драмми, Мёрфи | 4:06         |
| 4.                  | «From Baltimore to Paris»    | Кокс, Драмми        | 5:47         |
| 5.                  | «True Colours»               | Кокс, Драмми        | 3:56         |
| 6.                  | «The King Is Dead»           | Кокс, Драмми        | 4:27         |
| 7.                  | «Chinese Whispers»           | Кокс, Драмми, Мёрфи | 4:14         |
| 8.                  | «Let's Build a Boat»         | Кокс, Драмми        | 3:41         |
| 9.                  | «Crossfire»                  | Кокс, Драмми, Мёрфи | 4:31         |
| 10.                 | «Dangerous»                  | Кокс, Драмми        | 3:55         |
| Общая длительность: | Общая длительность:          | Общая длительность: | 46:37        |

## Участники записи
- Питер Кокс — вокал, гитара, синтезатор;
- Ричард Драмми — вокал, бас-гитара, клавишные;

### Приглашенные музыканты
- Мел Коллинз — саксофон;
- Алан Мёрфи — гитара;
- Пино Палладино — бас-гитара;
- Дейв Вест — клавишные;
- Питер Джон Веттесе — пианино;
- Грэм Броуд — перкуссия.
- Тони Брид — ударные.
- Продюсер — Гари Стивенсон.

## Чарты
- Швеция — 49-е место.[1]
- Новая Зеландия — 31-е место.[2]